# Secant-methode
De secant-methode is een methode in de numerieke wiskunde voor het benaderen van een nulpunt van een functie. De methode was al in de middeleeuwen bekend.
De methode begint met de keuze van twee startpunten {\displaystyle x_{1}} en {\displaystyle x_{2}}. Dan wordt het nulpunt {\displaystyle x_{3}} bepaald van de snijlijn of secant door de punten {\displaystyle (x_{1},f(x_{1}))} en {\displaystyle (x_{2},f(x_{2}))} op de grafiek van de betrokken functie {\displaystyle f}. Dit punt wordt als verbeterde benadering van het gezochte nulpunt opgevat. Vervolgens wordt de berekening herhaald met de punten {\displaystyle x_{2}} en {\displaystyle x_{3}} als startwaarden. Hiermee gaat men door tot de gewenste nauwkeurigheid is bereikt of zo lang tot men om andere reden moet stoppen.
In formule:
{\displaystyle x_{n+1}=x_{n}-{\frac {x_{n}-x_{n-1}}{f(x_{n})-f(x_{n-1})}}f(x_{n})}